# Elezioni parlamentari in Armenia del 2018
Le elezioni parlamentari in Armenia del 2018 si tennero il 9 dicembre.
Furono le prime elezioni parlamentari dopo la rivoluzione di velluto del 2018.

## Risultati
| Liste                                               | Voti      | %     | Seggi |
| --------------------------------------------------- | --------- | ----- | ----- |
| Contratto Civile - Partito della Missione           | 884 864   | 70,44 | 88    |
| Armenia Prospera                                    | 103 801   | 8,26  | 26    |
| Armenia Luminosa                                    | 80 047    | 6,37  | 18    |
| Partito Repubblicano d'Armenia                      | 59 083    | 4,70  | –     |
| Federazione Rivoluzionaria Armena                   | 48 816    | 3,89  | –     |
| Democratici Liberi - Partito della Repubblica       | 25 176    | 2,00  | –     |
| Sasna Tsrer                                         | 22 868    | 1,82  | –     |
| Governo della Legge                                 | 12 393    | 0,99  | –     |
| Partito Socialdemocratico «Decisione del Cittadino» | 8 514     | 0,68  | –     |
| Partito Cristiano Democratico della Rinascita       | 6 458     | 0,51  | –     |
| Partito del Progresso Nazionale                     | 4 121     | 0,33  | –     |
| Totale                                              | 1 256 141 | 100   | 132   |